# The Jordanaires
The Jordanaires est un groupe musical américain formé en 1948 à Springfield (Missouri). Ils sont connus pour avoir été choristes d'Elvis Presley de 1956 à 1972.

## Histoire
Les Jordanaires sont un groupe de musique country ayant travaillé avec des artistes tels que Gene Vincent, Patsy Cline, Johnny Horton, Ferlin Husky, Tammy Wynette, Kenny Rogers, Eddy Mitchell, Ween, Red Foley, Jim Reeves, Jack Jersey, Johnny Hallyday, Sylvie Vartan et George Jones. Ils ont aussi fait les chœurs pour des artistes pop comme Steve Lawrence et Eydie Gormé, Connie Francis, et Julie Andrews.
Ils sont surtout connus en tant que choristes pour un grand nombre de succès d'Elvis Presley avec qui ils ont chanté sur une centaine de chansons, sur une période de plus de 15 ans. Les Jordanaires ont aussi chanté pour Ricky Nelson, notamment sur Poor Little Fool, Lonesome Town, et It's Late (en).
Ils ont chanté avec The Tractors (de Steve Ripley), avec Tennessee Ernie Ford et fait plusieurs enregistrements. Ils ont également assuré les chœurs pour le chanteur de rockabilly Gene Summers en 1981 sur son album Gene Summers à Nashville (Big Beat Records, France).
Ils ont également fait les choeurs dans la chanson de Joe Dassin, L'été Indien. Leurs voix chaude et harmonieuse renforçait le côté planant et nostalgique du morceau, notamment dans les "ouh ouh ouh" emblématiques du refrain. Cette collaboration illustre parfaitement l'ambition internationale de Joe Dassin, qui mélangeait souvent des influences françaises et américaines dans ses production.  

## Composition du groupe

### Formation classique
- Hoyt Hawkins – baryton, chant principal, piano, orgue, percussions (1949-1980 ; mort en 1980)
- Neal Matthews Jr. — second ténor, chant principal, guitare rythmique, guitare, contrebasse, guitare basse (1949–2000 ; mort en 2000)
- Gordon Stoker – ténor, piano, orgue, percussions (1951-2013 ; mort en 2013)
- Ray Walker – basse (1958-2013)

### Autres membres
- Bill Matthews – ténor (1948-1949)
- Monty Matthews – ténor (1948-1949)
- Bob Hubbard – ténor (1948-1949)
- Culley Holt – basse (1949-1954)
- Bob Money – piano (1949-1951)
- Don Bruce – premier ténor (1949-1950)
- Hugh Jarrett – basse (1954-1958 ; mort en 2008)
- Duane West – baryton (1980-1999 ; mort en 2002)
- Louis Nunley – baryton (1999-2013)
- Curtis Young – chant principal (2000-2013)

En 1949, Bob Hubbard part au service militaire, il est remplacé par Hoyt Hawkins. La même année, Monty et Bill Matthews quittent le groupe. Hawkins passe alors baryton, et Neal Matthews arrive pour assurer le chant principal. Don Bruce arrive comme nouveau premier ténor, mais il part à l'armée l'année suivante. Le groupe se réduit alors à un quatuor, Stoker prenant la relève en tant que premier ténor.
Hoyt Hawkins meurt en 1982. Il est remplacé par Duane West.

Neal Matthews meurt le 21 avril 2000. Il est remplacé par Curtis Young.

Hugh Jarrett meurt à 78 ans le 31 mai 2008 des suites de blessures subies dans un accident de voiture en mars.

Gordon Stoker meurt à 88 ans à son domicile de Brentwood (Tennessee), le 27 mars 2013, après une longue maladie. Son fils Alan annonce alors que les Jordanaires sont officiellement dissous, conformément aux souhaits de son père.

## Récompenses
Ils ont remporté un Grammy Award dans la catégorie Best Southern, Country, or Bluegrass Album.
Ils ont été introduits 
- au Gospel Music Hall of Fame (en) en 1998,
- au Country Music Hall of Fame en 2001,
- au Rockabilly Hall of Fame,
- au Vocal Group Hall of Fame (en) en 2004.